# Диалект баотоу
Диалект Баотоу (包头话) — современный китайский диалект, на котором говорят в Баотоу и его окрестностях, а также в Монголии. Диалект принято относить к цзиньско-баотоускому диалекту, популярному в округе Донхэ и других округах и уездах. Он принадлежит к цзиньскому языку датун баотоу, который был привнесен ханьскими иммигрантами из провинции Шаньси в конце династии Цин.
Ареалами использования являются лишь городские районы Донхэ, Цзююань и сельские поселки. К ним не относятся другие языковые диалекты, на которых говорят по всему Баотоу. Мандаринский китайский в основном используется в других городских районах городской местности, а монгольский халха используется в большинстве районов пастбищной зоны.
Диалект Баотоу — самый северный диалект современного китайского языка, который почти полностью сохранил свое исконное звучание. Баотоу был и остается городом-пристанищем иммигрантов, и обладает своим собственным уникальным культурным оттеноком. Диалект баотоу несет в себе совокупность различных локальных народных культур, к числу которых относится и эррентай. Из-за влияния монгольского языка, диалект цзиньюй баотоу также включает в себя некоторую монгольскую лексику для транслитерации. Что касается происхождения диалекта баотоу, возраста формирования, процесса формирования и развития и т. д., то они все еще остаются неразгаданными тайнами и нуждаются в проверке.
Район Циншань Баотоу был построен недавно после основания Китайской Народной Республики. Большинство жителей в этом районе являются иммигрантами из-за рубежа, в основном из региона Пекин-Тяньцзинь-Хэбэй. Район Кундулун был недавно построен после основания Китайской Народной Республики. В этом районе была основана Baosteel Group. Большинство первоначальных сотрудников были выходцами из Северо-Восточного региона, поэтому популярен северо-восточный диалект (северо-восточный мандарин Ji Shen Film. Другими словами, в городских районах существует множество диалектов. Кроме того, монгольский популярен в некоторых монгольских поселениях, таких как Далхан Маоминган.
В конце династий Мин и начале династии Цин область Баотоу все еще была местом кочевых монголов. Там проживало лишь небольшое количество ханьцев, и они не сформировали полноценной диалектной формы. Только после того, как ханьцы в большом количестве «ушли на запад» и образовали города и поселки, произошли частые языковые обмены и интеграции. Для нужд общения, после того как люди «Сико» прибыли в район Баотоу, они должны были не только общаться с местными монголами на языке, но и осуществлять внутренние обмены и интеграцию. Поскольку они из разных уездов и городов Шаньси, диалекты у них разные. По прошествии столь долгого времени они столкнулись и поглотили друг друга, в результате чего возник новый диалект — баотоуский диалект.
В этом недавно созданном диалекте баотоу присутствует не только отголоски диалектов со всего Шаньси, но и элементы монгольского языка.
Пример предложения: 百度百科全球最大中文百科全书
Стандартное произношение диалекта Баотоу: biak13 du53 biak43 ke24 que~44 qiu44 zui53 da53 zong24 veng44 biak43 ke23 que44 su24
Приблизительное фонетическое обозначение на пиньине: Bǎidù bǎikē quánqiú zuìdà zhōngwén bǎikē quánshū
Произношение на диалекте баотоу сохраняет более древние звуки, чем мандаринский.

## Фонетические особенности
Инициали：
• В диалекте баотоу 22 инициали: z, c, s, b, d, g, p, t, k, l, m, n, ng, /z/, h, f, j, q, x, v, y, w. Есть большое отличие от мандарина.
• В диалекте баотоу старой школы также есть четыре инициали zh, ch, sh и r, но частота встречаемости относительно невелика, и они не противопоставляются z, c, s и /z/ соответственно. Инициали нового диалекта баотоу полностью исчезли.
• Инициали v и w не являются противоположными.
• По сравнению с диалектом баотоу и мандарином, хотя инициали сильно отличаются, в большинстве случаев по-прежнему необходимо соблюдать вышеуказанные правила.
• В диалекте баотоу также существует совершенно особое явление. Некоторые слова читаются по-разному в зависимости от их грамматических функций. Например, слово «去» произносится в двух значениях. При использовании в качестве глагола читается keq (новая школа — qv) и читается geq при использовании в качестве вспомогательного слова.
Гласные• По сравнению с инициалями, они больше отличаются от мандаринского.
• Диалект Баотоу сохраняет древнюю «рифму в голосе» и «интонацию в голосе», а древние рифмованные окончания p, t и k в голосе заменены на горловые окончания, обычно обозначаемые через -h или -Q. В диалекте баотоу есть два набора из восьми гласных: aq, iaq, uaq, üaq и eq, ieq, ueq и üeq. Два набора входящих гласных не противопоставлены в большинстве случаев. Основываясь на приведенных выше фактах, большинство фонетических символов рифмуются друг с другом в диалекте баотоу, что является чрезвычайно редким явлением в различных диалектах китайского языка.
• Изменяемые фонемы в диалекте баотоу не совсем соответствуют изменяемым фонемам в «Гуанъюнь», и есть большая разница.
• Диалект Баотоу богат назализированными гласными. Три задних звука ing eng ong должны быть назализированными гласными на диалекте баотоу, их фактическое произношение — ie~ng e~ng o~ng
• В Сяньшане окончание рифмы обрывается, а хуньинь отличается от гласной в пиньине. Например, «三» читается как sae ~, а «钱» читается как qie.
• В Танцзяне окончание рифмы обрывается, а главная гласная произносится с назализацией, читаясь как a ~.
• a~ и ua~ сливаются, как, например, «光» и «刚».
Тон• Диалект баотоу имеет пять тонов:
阴平（212） 妈ma
阳平（44） 麻ma
上声（213）马ma
去声（52） 骂ma
入声（43） 末mak
Диакритические знаки• Важной особенностью звучания баотоу является наличие диакритических знаков. Являются ли диакритические знаки наследием сложных согласных инициалей древнекитайского языка или находятся под влиянием древних языковых меньшинств, академическое сообщество ведет бесконечные споры.

## Диалект баотоу ипутунхуа
Из-за особого демографического состава баотоуский диалект сосуществует с мандаринским и северо-восточным диалектами в городе Баотоу, и существует множество явлений, которые влияют друг на друга. Среди них северо-восточный диалект имеет тенденцию к исчезновению, а количество его пользователей имеет тенденцию к сокращению. Мандаринский и северо-восточный диалекты двух регионов центральной городской зоны (Циншань и Кундулунь) интегрированы друг с другом, что позволяет интегрировать многие северо-восточные языки. Диалект баотоу старого образца приблизился к мандаринскому языку, но поскольку фонологические различия между ними были слишком велики и несовместимы друг с другом, возможности для сближения были ограничены. И наоборот, диалект баотоу не может не оказать влияния на местный мандарин.